# 제8회 서울독립영화제
제8회 서울독립영화제는 1982년 7월 20일에 열린 시상식이다.

## 수상 및 후보

### 최우수작품상
- 교차지대 - 최사규 수상

### KT&G상상마당상
- 여기 제명에 살지 못하고 한줌의 흙으로 돌아간 젊은 청년의 넋을 기린다 - 박기영 수상
- 인생의 가을을 위한 광시곡 - 강정길 수상

### 기획상
- 사이버네틱스 - 이정국 수상

### 촬영상
- 그들도 우리처럼 - 김인수, 김정희 수상

### 편집상
- 교차로 - 서영수 수상

### YES24상
- 섬 - 서울대 얄라성영화연구회 수상